# Descarga electrostática
A descarga eletrostática é um fluxo súbito e momentâneo de corrente elétrica entre dois objetos carregados eletricamente, causado por contato, um curto-circuito elétrico ou quebra dielétrica. Um acúmulo de eletricidade estática pode ser causado por tribocarga ou por indução eletrostática. A descarga eletrostática ocorre quando objetos com cargas diferentes são aproximados ou quando o dielétrico entre eles se rompe, muitas vezes criando uma faísca visível.
A descarga eletrostática pode criar faíscas elétricas espetaculares (o raio, com o som do trovão que a acompanha, é um evento descarga eletrostática em grande escala), mas também formas menos dramáticas que podem não ser vistas nem ouvidas, mas ainda assim grandes o suficiente para causar danos a dispositivos eletrônicos sensíveis. As faíscas elétricas requerem uma intensidade de campo acima de aproximadamente 40 kV/cm no ar, como ocorre notadamente em descargas atmosféricas. Outras formas de descarga eletrostática incluem descarga corona de eletrodos pontiagudos e descarga de escova de eletrodos rombos.
A descarga eletrostática pode causar efeitos nocivos de importância na indústria, incluindo explosões em gás, vapor de combustível e poeira de carvão, bem como falha de componentes eletrônicos de estado sólido, como circuitos integrados. Estes podem sofrer danos permanentes quando submetidos a altas tensões. Os fabricantes de eletrônicos, portanto, estabelecem áreas de proteção eletrostática livres de estática, usando medidas para evitar o carregamento, como evitar materiais altamente carregados e medidas para remover a estática, como aterrar trabalhadores humanos, fornecer dispositivos antiestáticos e controlar a umidade.
Os simuladores de descarga eletrostática podem ser usados para testar dispositivos eletrônicos, por exemplo, com um modelo de corpo humano ou um modelo de dispositivo carregado.